# فلم الخليج (شركة)
فيلم الخليج هي شركة توزيع أفلام تأسست عام 1989 ويقع مقرها الرئيسي في مدينة دبي في الإمارات العربية المتحدة، ويتركز نشاطها على توزيع الأفلام للاستوديوهات الكبرى من جميع أنحاء العالم بالإضافة إلى الأفلام المستقلة سواء الناطقة باللغة الإنجليزية أو باللغة العربية التي تلبي احتياجات الجماهير في جميع أنحاء الشرق الأوسط وشمال أفريقيا. تمتلك شركة فيلم الخليج حقوق التوزيع لأكثر من 150 عنوانًا، أي ما يقرب من نصف الأفلام الموزعة في المنطقة، وتعتبر الشركة هي أكبر موزع للأفلام في منطقة الشرق الأوسط. وإلى جانب التوزيع السينمائي، تعمل الشركة في مجالات التوزيع المسرحي والتلفزيوني والتوزيع الرقمي كما تقوم بترجمة الأفلام وتقدم خدمات ما بعد الإنتاج.

## التاريخ
تأسست شركة فيلم الخليج عام 1989، وبحلول عام 2000 كانت الشركة قد قطعت شوطًا واسعًا ووسعت نشاطها من خلال تأسيس سلسلة دور العرض السينمائي غراند سينما. وفي يوليو 2005، كانت سلسلة غراند سينما هي أول دار عرض سينمائي في منطقة الشرق الأوسط تستخدم نظام العرض السينمائي آيماكس في ابن بطوطة مول ميجابلكس في دبي. وفي عام 2014، تم تغيير العلامة التجارية لسلسلة دور العرض السينمائي غراند سينما وأعيد افتتاحها من جديد في 6 مايو عام 2014 تحت اسم نوفو للسينما. وتعد نوفو للسينما حاليًا أكبر سلسلة دور عرض سينمائي في الشرق الأوسط حيث تمتلك ما يقرب من 180 شاشة عرض، وتنتشر فروعها في 17 موقع. في يناير 2014، طرحت شركة فيلم الخليج فيلم تيكن 3، الذي حقق إيرادات بلغت 10.3 مليون دولارًا أمريكيًّا، وهو ما يُعتبر تاسع أكبر دخل لشباك التذاكر في المنطقة على الإطلاق، بعد أن حضر نجم هوليوود ليام نيسون وبطل الفيلم العرض الأول للفيلم في الشرق الأوسط في مدينة دبي. وقعت شبكة تليفزيون أو إس إن في عام 2016 اتفاقية تعاون مع شركة فيلم الخليج حصلت أو إس إن بمقتضاها على حقوق عرض الانتاجات السينمائية التي توزعها الشركة لمدة ست سنوات.

## الأفلام الموزعة في الشرق الأوسط
| اسم الفيلم بالعربية | الاسم الأصلي للفيلم | بلد الإنتاج      | اللغة      | تاريخ الصدور  |
| ------------------- | ------------------- | ---------------- | ---------- | ------------- |
| 99 منزل             | 99 Homes            | الولايات المتحدة | الإنجليزية | 2014          |
| الملك الأخير        | The Last King       | منغوليا          | الإنجليزية | 2015          |
| تيكن 3              | Taken 3             | الولايات المتحدة | الإنجليزية | 9 يناير 2015  |
| النبي               | The Prophet         | الولايات المتحدة | الإنجليزية | 7 أغسطس 2015  |
| طيف                 | SPECTRE             | الولايات المتحدة | الإنجليزية | 3 نوفمبر 2015 |

## روابط خارجية
- الموقع الرسمي